# 138,6 mm/45 Model 1893
138,6 mm/45 Model 1893 e корабно оръдие с калибър 138,6 mm mm разработено и произвеждано във Франция. На въоръжение е във ВМС на Франция. С тях са въоръжени броненосците „Анри IV“, „Буве“, а също така и броненосците от типа „Шарлеман“. Освен това с тях са въоръжени броненосният крайцер „Жана д’Арк“, бронепалубните крайцери „Гишен“ и „Шаторено“. Негово последващо развитие става оръдието 138,6 mm/55 Model 1910.